# 棘背角箱鲀
棘背角箱鲀（学名：Lactoria diaphana）为輻鰭魚綱魨形目鱗魨亞目箱鲀科角箱鲀属的鱼类，為亞熱帶海水魚，分布於東南大西洋的納米比亞、印度太平洋區，從南非、東非至秘魯，北起日本、夏威夷、加州南部，南迄新喀里多尼亞、新南威爾斯省等海域，體長可達34公分，棲息在沿海珊瑚礁、岩礁區，以底棲性無脊椎動物為食，可作為觀賞魚，有毒魚，生活習性不明。